# 김윤복
김윤복(金允福, 일본식 이름: 松本淸,마쓰모토 기요시, 1870년 2월 15일~1952년 9월 18일)은 대한제국과 일제강점기, 대한민국의 경찰이다. 일제 강점기 중에는 인천 지역 유지로 활동하며 조선총독부 중추원 참의도 지냈다.

## 생애
본적지는 인천이며 일본어에 능숙했다. 25세이던 1894년에 동학 농민 운동으로 일본군이 조선에 진주했을 때 육군사령부의 통역관으로 임명되었다. 이후 러일 전쟁으로 다시 통역 수요가 필요해졌을 때 일본군 인천항정박사령부 통역관이 되었고, 정찰 활동에 세운 공으로 상금을 받기도 했다.
러일 전쟁 중 인천항경찰서 서장에 임명되어 경찰계에 입문했다. 대한제국의 경찰권이 사실상 일본의 수중에 들어가던 시점인 1908년에 인천경찰서 경부가 되었다. 이후 경기도 양주경찰서 경부와 통감부 경부, 경성부 영등포경찰서 경부를 거쳤다. 1909년부터 약 1년간 양주경찰서에 재직할 때 이 지역에서 활발하던 의병 운동을 토벌하는 데 많은 공을 세운 바 있다. 1919년부터 3년 동안은 조선총독부 도경부로 근무한 뒤, 도경시로 승진하고 경찰에서 퇴직했다.
퇴직 후 1923년부터 인천부협의원을 지내고 1927년에는 경기도평의원이 되는 등 인천 지역의 갑부이며 유지로 활발한 활동을 했다. 인천자선회 부회장, 인천수산회 부회장, 인천체육회 발기인과 회장 등 여러 직책을 맡았다. 1930년대에 경기도회 의원을 지내고 1939년에는 인천부의회 의원에 재선되면서 부의장에 오르기도 했다. 1938년에는 동산고등학교의 전신인 인천상업강습회를 설립하는 데 참여했다.
일제 강점기 말기에 전쟁 지원에 앞장선 행적이 있다. 1930년대에 군국주의 성격의 관변 단체인 국방의회 부회장을 지낸 것을 시작으로, 전쟁 수행에 방해가 되는 항일 운동가를 강제적으로 사상 전향시키기 위해 설치된 경성보호관찰소의 촉탁보호사를 역임했다. 지원병 제도 실시에 대해 "신민된 도리를 완전히 수행하여 진충보국할 좋은 기회"라며 환영의 뜻을 공개적으로 표명하고, 징병제 실시를 주장하기도 했다. 1941년에는 조선임전보국단 경기도 지역 발기인을 맡았고, 광복 직전인 1944년에 중추원 참의로 임명되었다.
광복 후 경찰계에 복귀하여 인천경찰서장을 지냈다. 1948년 반민족행위처벌법이 제정되어 1949년부터 반민특위에 반민자들이 체포되기 시작하자, 김윤복은 자수해 왔다. 그러나 반민특위 해체로 처벌은 받지 않았다.
1912년에 경부 신분으로 한국병합기념장을, 1915년에는 다이쇼대례기념장을 수여받았다. 한일 병합 25주년이 되는 해인 1935년에 시정25주년을 기념하는 표창도 받았다.

## 사후
2002년 공개된 친일파 708인 명단 중 경시 부문에 포함되었다. 2008년에 민족문제연구소가 발표한 친일인명사전 수록예정자 명단 중에는 중추원과 경찰 부문에 들어 있다. 2007년 대한민국 친일반민족행위진상규명위원회도 친일반민족행위 195인 명단에 선정했다.

## 같이 보기
- 조선총독부 중추원
- 동산고등학교

## 참고자료
- 친일반민족행위진상규명위원회 (2007년 12월). 〈김윤복〉 (PDF). 《2007년도 조사보고서 II - 친일반민족행위결정이유서》. 서울. 1371~1383쪽쪽. 발간등록번호 11-1560010-0000002-10. [깨진 링크(과거 내용 찾기)]